# Michael Kosterlitz
John Michael Kosterlitz (* 22. června 1943 Aberdeen) je britsko-americký profesor fyziky na Brownově Univerzitě a syn biochemika Hanse Kosterlitze. V roce 2016 získal Nobelovu cenu za fyziku společně s Davidem Thoulessem a Duncanem Haldanem za svou práci ve fyzice kondenzovaných látek.

## Život

### Vzdělání
Narodil se v Aberdeenu ve Skotsku do rodiny německých židovských emigrantů. Jeho otcem byl biochemik Hans Walter Kosterlitz, matkou Hannah Gresshöner. Bakalářský i magisterský titul získal na Gonville a Caius College v Cambridgi. V roce 1969 obdržel doktorský titul na Brasenose College v Oxfordu.

### Kariéra a výzkum
Poté, co vystřídal několik postdoktorandských pozic včetně pobytů na University of Birmingham, začal spolupracovat s Davidem Thoulessem na Cornellově univerzitě, v roce 1974 byl jmenován členem fakulty na University of Birmingham, nejprve jako asistent. Od roku 1982 byl profesorem fyziky na Brownově univerzitě. Později se stal hostujícím výzkumným pracovníkem na Aalto University ve Finsku.
Kosterlitz se zabývá výzkumem v oblasti teorie kondenzovaných látek, jedno - a dvou-dimenzionální fyzikou ve fázových přechodech: náhodnými systémy, elektronovou lokalizací, a spinovými brýlemi. Dále se věnuje kritické dynamice, tedy tání a tuhnutí.

### Ocenění a vyznamenání
Michael Kosterlitz získal Nobelovu cenu za fyziku v roce 2016. Dále je držitelem Maxwellovy medaile a ceny Britského fyzikálního institutu nebo ceny Larse Onsagera Americké fyzikální společnosti z roku 2000, a to zejména za práci na Kosterlitzově–Thoulessově přechodu. Od roku 1993 byl členem Americké fyzikální společnosti.

### Horolezectví
V roce 2017 získal na mezinárodním horolezeckém festivalu Rock Master v italském Arcu ocenění Climbing Ambassador by Dryarn® di Aquafil award v síni slávy Arco Rock Legends za celoživotní přínos pro horolezectví.